# Isarsteg Unterföhring
Der Isarsteg Unterföhring ist eine von der Uniper Kraftwerke GmbH betriebene Fußgänger- und Radfahrerbrücke über die Isar.

## Lage

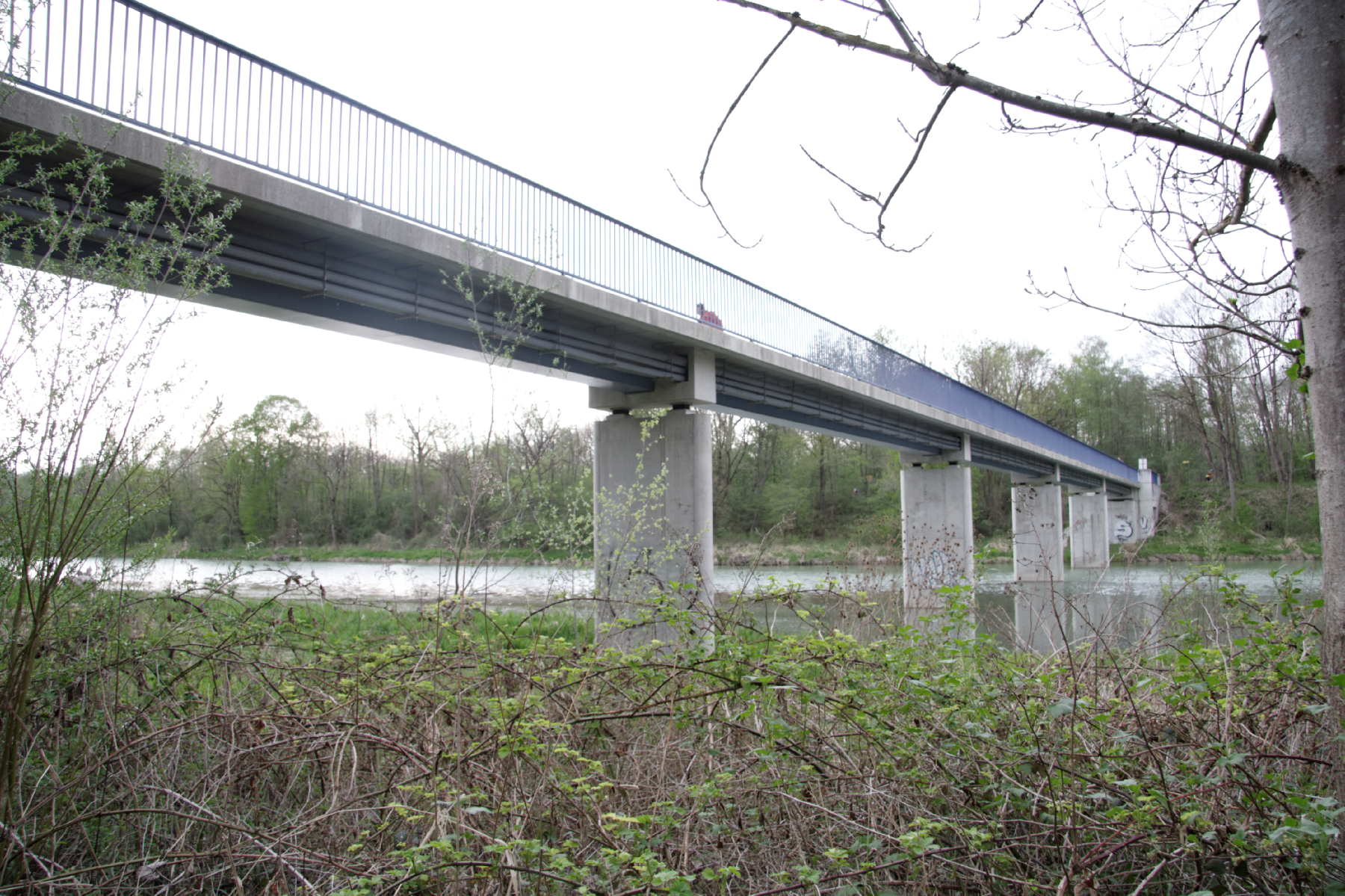
Der Isarsteg

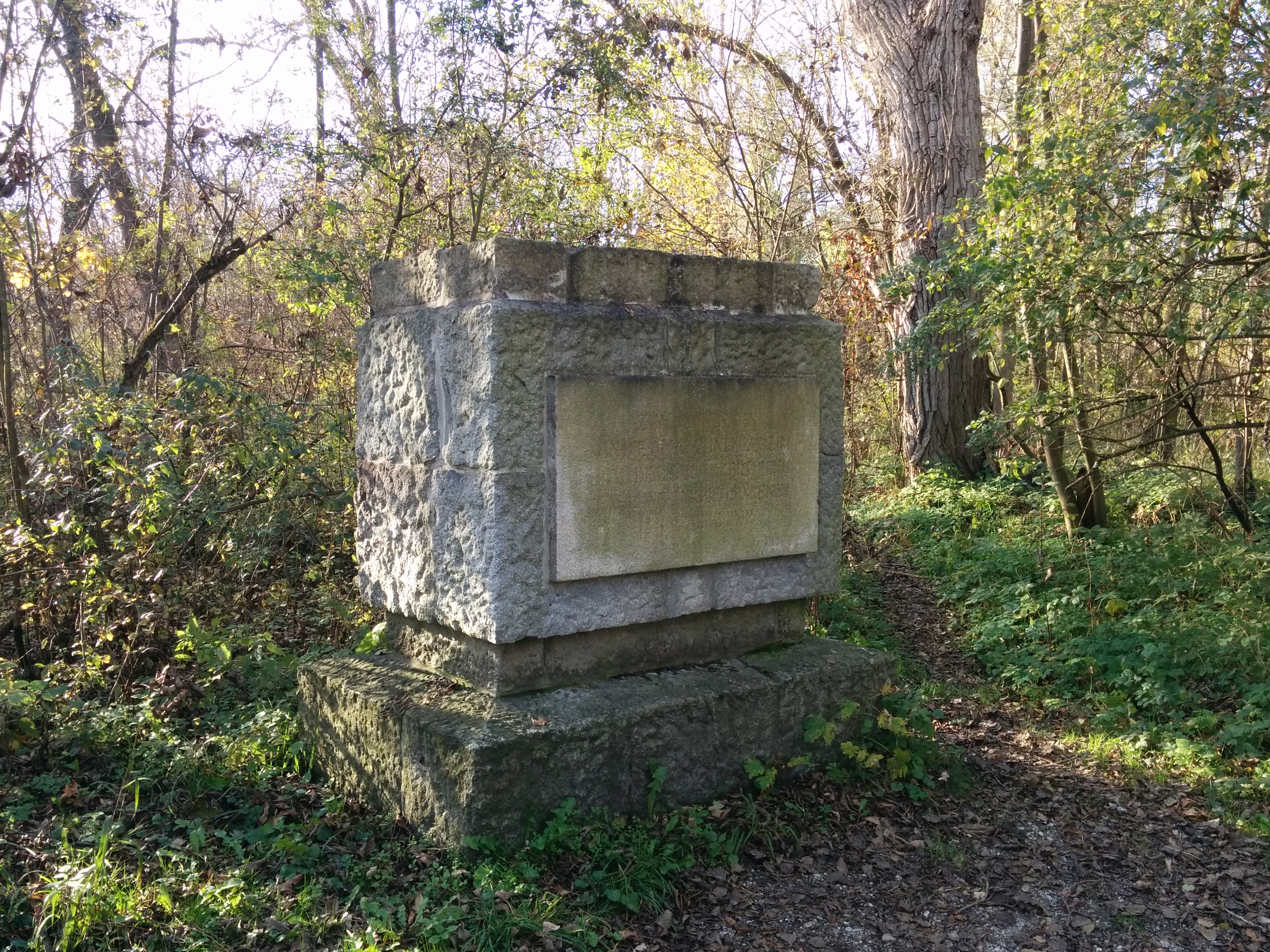
Gedenkstein für das Fährunglück

Der auf vier Pfeilern ruhende Steg ist eine Betonbalkenbrücke mit einer Länge von 112 m.  Er liegt in der Oberen Isarau nördlich des Poschinger Weihers flussabwärts des Notauslasskanals der Münchner Kläranlage Großlappen und südlich zu dem 2009 durch eine raue Sohlschwelle ersetzten Unterföhringer Wehr. Er liegt etwa 500 Meter südlich der Isarbrücke Unterföhring der Bundesautobahn 99 (des Autobahnrings München) an der Grenze des Münchner Stadtbezirks 12 Schwabing-Freimann und der Gemeinde Unterföhring im Landkreis München. Von Westen erfolgt der Zugang von der Freisinger Landstraße aus, entlang des ehemaligen Großlappener Abflusses linkes Langbecken. Östlich des Isarstegs erreicht man das Hauptpumpwerk Ismaning, das bereits in der Gemeinde Ismaning nahe der Münchener Straße liegt. Der Steg ist abgesehen von der Isarbrücke Unterföhring die nördlichste Isarquerung vom Münchner Stadtgebiet aus.
In der Nähe befindet sich ein Gedenkstein für das Isardüker-Fährunglück, bei dem am 18. Juni 1924 zwölf Arbeiter tödlich verunglückt sind.